# Perth (stacja kolejowa)
Perth – stacja kolejowa w Perth, w hrabstwie Perth and Kinross, w Szkocji, w Wielkiej Brytanii. Składa się z 5 peronów. W 2007 obsłużyła około 701 tys. pasażerów.
Dwa wejścia wychodzą na parking. Kasy biletowe, kawiarnie i kiosk są położone między peronami 2 i 3. Pierwotnie dworzec ograniczał się do przejścia obecnymi  peronami 4 i 5, przykrytego dużą halą peronową. Hala istnieje nadal, chociaż w  zmniejszonej formie.

## Usługi
Przewóz pasażerów obsługiwany jest przez First ScotRail.
Stacja Perth obsługuje pociągi do: Edynburga, za pośrednictwem Fife; Glasgow, poprzez Stirling, Inverness, przez Highland Main Line; do Dundee i Aberdeen.
Raz na dobę Caledonian Sleeper obsługuje kurs pomiędzy Inverness i Londynem oraz na dobę National Express East Coast Highland Chieftain pomiędzy Inverness i London Kings Cross.